# Česko Slovenská SuperStar
Česko Slovenská SuperStar (také nazývaná jako SuperStar) je interaktivní hudební soutěž s prvky reality show, kterou vytvořil Simon Fuller a v roce 2009 se poprvé objevila na českých a slovenských televizích. V Česku je vysílaná na TV Nova a na Slovensku na sesterské televizi Markíza. Tato soutěž vychází z původní britské verze soutěže Pop Idol, která se pod mnoha různými názvy vysílá po celém světě. V Česku i na Slovensku byly odděleně odvysílány již 3 ročníky této soutěže, nicméně v roce 2009 došlo ke sloučení těchto verzí kvůli snížení nákladů a zvýšení atraktivity pro diváky.
Koncept soutěže zůstal podobný předešlým ročníkům soutěží Česko hledá SuperStar a Slovensko hľadá SuperStar. Úkolem je najít nového sólového umělce, o kterém rozhodují diváci pomocí SMS. Diváci již rozhodli pomocí SMS o vítězství Martina Chodúra, Lukáše Adamce, Sabiny Křovákové, Emmy Drobné, Terezy Maškové, Barbory Piešové a Adama Pavlovčina.
V soutěži také účinkuje porota, která hodnotí vystoupení soutěžících. Zcela prvními porotci byli slovenský zpěvák Pavol Habera, česká zpěvačka a dcera Petra Jandy Marta Jandová, slovenská zpěvačka Dara Rolins a český zpěvák a skladatel Ondřej Hejma. Zatím se stále v porotě drží jen Pavol Habera, který zatím usedl ve všech řadách show. V poslední řadě v porotě zasedly česká zpěvačka Monika Bagárová, česká herečka Patricie Pagáčová, slovenský umělec Marián Čekovský, slovenský zpěvák Pavol Habera a moderátor Leoš Mareš.
Když počítáme i tři řady úspěšné show Česko hledá SuperStar, je reality show SuperStar zatím nejdéle vysílanou pěveckou a talentovou soutěží v Česku a na Slovensku.

## Historie

Logo americké verze soutěže „American Idol“

Česko Slovenská SuperStar byla vytvořena na základě britské verze soutěže Pop Idol, která byla z části inspirována Popstars, televizní producent Nigel Lythgoe ji viděl v Austrálii a přivezl ji do Británie. Využil se nápad s porotci na výběr soutěžících v castinzích a další jiné prvky, využil se i způsob s diváckým hlasováním pomocí SMS a Simon Fuller vytvořil Pop Idol. Přehlídka debutovala ve Spojeném království v roce 2001 s Lythgoem jako výrobcem, Fullerem jako producentem a Simonem Cowellem jako jedním z porotců. Vysílání se dočkalo velkých diváckých ohlasů.
Fuller a Cowell se snažili formát prodat do USA, americké televize však nejevily žádný zájem. Nicméně později formát přijal ředitel americké televize FOX Rupert Murdoch, který byl přesvědčen svou dcerou, která formát sledovala v Británii. Soutěž pojmenovali jako American Idol: The Search for a SuperStar a debutovala v létě 2002. V roce 2004 se stala největší show na amerických televizích, pozici si udržela sedm let. Později se formát rozšířil po celém světě a vzniklo mnoho národních verzí např.: Arab Idol, Australian Idol, Latin American Idol, Idols (Dánsko, Nizozemsko, Finsko, Jižní Afrika, Západní Afrika, Srbsko a Černá Hora & Severní Makedonie), Idool (Belgie), Canadian Idol, Indian Idol, Indonesian Idol, New Zealand Idol, Hay SuperStar (Arménie), Idol stjörnuleit (Island), Pinoy Idol (Filipíny), Idol (Švédsko), Idol (Norsko), Idol (Polsko), Nouvelle Star (Francie), Deutschland sucht den SuperStar (Německo), Singapore Idol, Malaysian Idol, Vietnam Idol, Music Idol (Bulharsko), Ídolos (Brazílie a Portugalsko), Greek Idol, Super Star (arabské státy), Hrvatski Idol (Chorvatsko), SuperStar KZ (Kazachstán), Eesti otsib superstaari (Estonsko), Slovensko hľadá SuperStar (Slovensko), Česko hledá SuperStar, Macedonian Idol a Kokhav Nolad (Izrael). V roce 2009 se rozhodlo, že vznikne Česko Slovenská SuperStar, čímž se sníží náklady a zároveň zvětší sledovanost. Česko-slovenskou verzi vysílá TV Nova (Česko) a TV Markíza (Slovensko), které jsou sesterskými televizemi, protože obě patří do skupiny CME.

## Obsazení

### Moderátoři

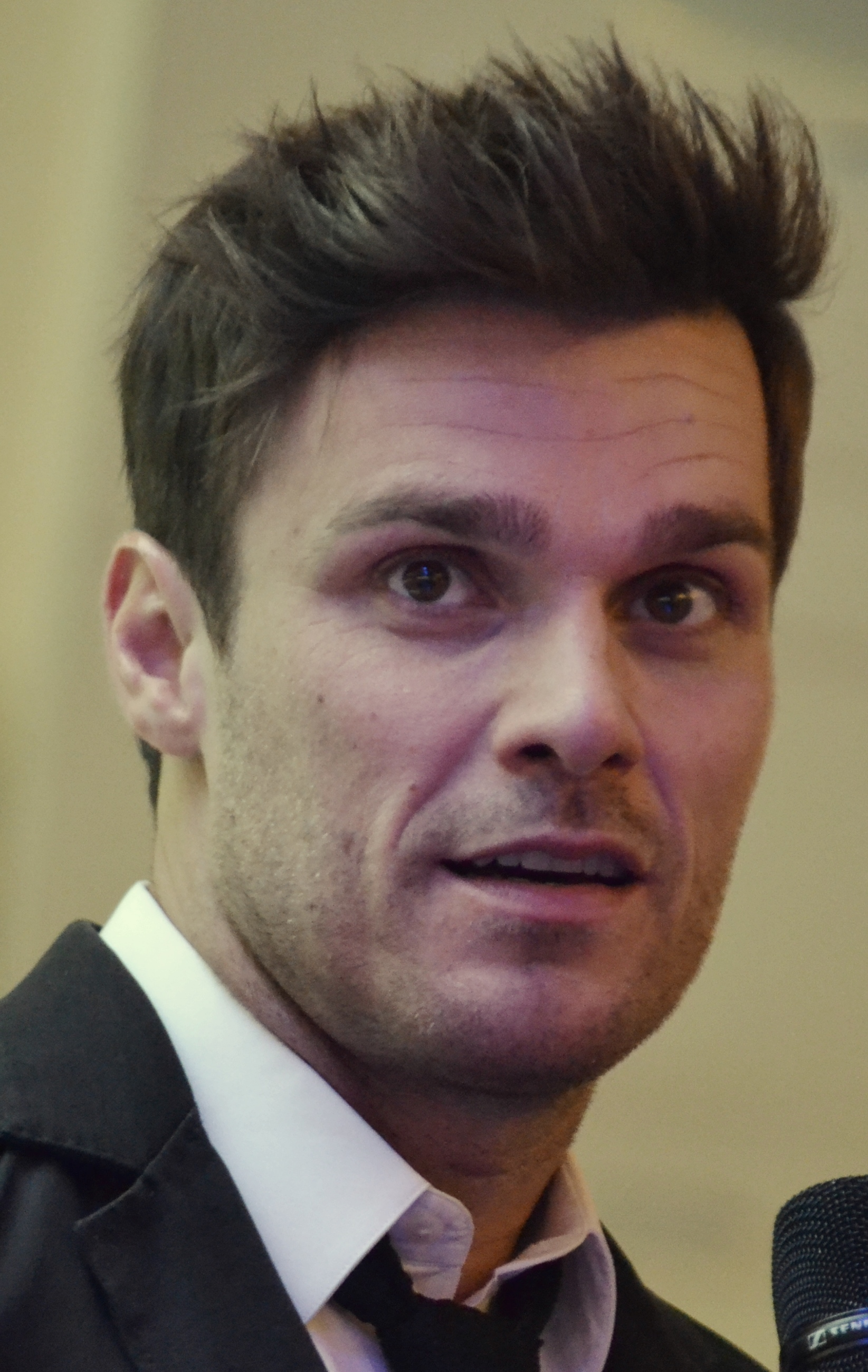
Dřívější moderátor SuperStar Leoš Mareš.

Jelikož se jedná o mezinárodní verzi SuperStar, tak i moderátorská dvojice je mezinárodní. Zcela první řadu Česko Slovenské SuperStar moderovali Leoš Mareš a Adela Banášová. Oba již moderovali rozdělené verze SuperStar ve svých zemích. S příchodem druhé série přišla i nová moderátorská dvojice z Česka opět Leoš Mareš a ze Slovenska přišla zpěvačka Tina, pro kterou bylo moderování Česko Slovenské SuperStar premiérou v moderátorské branži. Adela Banášová moderování odmítla. Největší proměnou prošla třetí řada, kde byla moderátoská dvojice vyměněna úplně. „Celkově se letošní ročník [třetí řadu] SuperStar snažíme posunout někam dál. Talentových soutěží je v posledních letech hodně, takže se patří přijít s něčím novým. Obměnili jsme tedy moderátory a zčásti i porotu,“ řekl ke změnám kreativní producent a režisér Pepe Majeský. Proto se moderátory třetí řady stala Zora Kepková z pořadu TV Nova Snídaně s Novou a Roman Juraško z Telerána TV Markízy. Tina by však nabídku nepřijala, důvodem bylo její těhotenství. Před oficiálním vyjádřením TV Nova a TV Markíza, kdo bude moderovat třetí řadu, se uvažovalo i o Tereze Pergnerové.
Při přípravách čtvrté řady SuperStar byl post moderátora opět nabídnut Leošovi Marešovi, ten však nabídku TV Nova odmítl, jelikož přijal nabídku konkurenční Primy. Sám moderátor to oznámil na svém účtu na Instagramu. Po několika měsících tak televize oznámily, že novou řadu SuperStar bude moderovat Martin Rausch, který uváděl talentovou show Česko Slovensko má talent na Primě a TV JOJ. V červenci 2015 poskytl portál Super.cz, že televize stále nemá jasno v tom, kdo bude v moderování Rausche doprovázet. Údajně se rozhodovalo mezi Zorou Hejdovou, která moderovala předchozí ročník a Jitkou Nováčkovou, v možnost přicházela v úvahu také Emma Smetana. Na konec však show Rausch moderoval zprvu sám, ale od semifinálových kol se k němu připojila také Jitka Nováčková.

### Porotci
Opět se zde opakovalo, že porota obsahovala někoho z obou zemí. Do historicky první mezinárodní SuperStar zasedli tito porotci: nováček Marta Jandová a Ondřej Hejma z Česka, a také Dara Rolins a Pavol Habera ze Slovenska. Ondřej Hejma již účinkoval ve dvou řadách české verze SuperStar, tak jako Dara Rolins a Pavol Habera, kteří již účinkovali ve slovenské verzi. Úplným nováčkem zde byla Marta Jandová. Údajně Dara Rolins porazila v boji o křeslo porotce Ivetu Bartošovou. Oslovena byla i Lucie Bílá, stejnou nabídku dostala i při přípravách druhé řady. V druhé řadě Česko Slovenské SuperStar zasedli z Česka Gabriela Osvaldová a Helena Zeťová a ze Slovenska Pavol Habera a rapper Rytmus. Původně se však počítalo, že se do křesla porotců vrátí Marta Jandová a Dara Rolins, ty však přešly na TV Prima do křesel porotců v X Factor, který se poté nevysílal. Náhrada za Martu Jandovou byla právě Gabriela Osvaldová a za Daru Rolins se počítalo s Ewou Farnou nebo s Helenou Zeťovou. TV Nova měla však problém s porno snímky, které v minulosti nafotila Helena Zeťová, a proto se spíše přiklonili k Farné, ta však později nabídku odmítla a do poroty nakonec usedla Helena Zeťová. Třetí řada SuperStar se změnila úplně. Zatímco v obou předchozích ročnících byla porota čtyřčlenná, ve třetí řadě je pouze tříčlenná. Do poroty zasedli již známý porotce Pavol Habera, Ondřej Soukup a nováček, který již měl účinkovat ve druhé řadě, z čehož nakonec sešlo, Ewa Farna.
Ve čtvrté řadě se televize vrátily k formátu čtyř porotců a do poroty se vrátil Pavol Habera, i přesto, že se v rozhovorech s médii zmiňoval, že svět je talentovými soutěži přehlcen, a že neplánuje opět v nějaké vystupovat jako porotce. Dalším porotcem se stala Marta Jandová, která se již objevila v první Česko Slovenské SuperStar. Očekával se také návrat Dary Rolins, ta však nabídku nepřijala. Později bylo oznámeno, že do křesla porotce se vrátí také Ondřej Soukup a poslední místo zaujme nováček Klára Vytisková, která nahradila také nováčka Ewu Farnou.
| Sezóna 1 | Pavol Habera  | Marta Jandová      | Ondřej Hejma    | Dara Rolins       | —               |
| Sezóna 2 | Pavol Habera  | Gabriela Osvaldová | Helena Zeťová   | Rytmus            | —               |
| Sezóna 3 | Pavol Habera  | Ewa Farna          | Ondřej Soukup   | —                 | —               |
| Sezóna 4 | Pavol Habera  | Marta Jandová      | Ondřej Soukup   | Klára Vytisková   | —               |
| Sezóna 5 | Pavol Habera  | Katarína Knechtová | Ben Cristovao   | Matěj Ruppert     | —               |
| Sezóna 6 | Pavol Habera  | Leoš Mareš         | Monika Bagárová | Patricie Pagáčová | Marián Čekovský |
| Sezóna 7 | Pavol Habera  | Leoš Mareš         | Monika Bagárová | Patricie Pagáčová | Marián Čekovský |
| Sezóna 8 | bude oznámeno | bude oznámeno      | bude oznámeno   | bude oznámeno     | bude oznámeno   |

## Proces výběru

### Způsobilost
V první řadě Česko Slovenské SuperStar byla věková hranice stanovena od 15 let až do 30 let. Přihlásit se však mohli čtrnáctiletí, kde byla však podmínka, aby jim v době finále bylo 15 let. Stejné věkové podmínky se vrátily i v druhé řadě. Ve třetí řadě se nejnižší příčka zvedla na 16 let a horní hranice zůstala beze změn. Ve čtvrté, páté a šesté řadě se mohli přihlásit lidé od 15 let až do 28 let.

### Startovní castingy
Soutěžící se přihlásí pomocí webového formuláře zveřejněného na oficiální stránce show, poté je pozván na jeden z určených castingů. Jako první jde soutěžící před porotu složenou z producentů, kde počet porotců není určen. V této fázi se rozhodne o jejich postupu k hlavním porotcům soutěže. Startovní castingy se ve vysílání neobjevují, objevují se pouze castingy před hlavní porotou soutěže.

### Castingy
Po startovních castinzích přicházejí na řady castingy před porotou, která je složena z řad slavných osobností. Castingy jsou předtáčeny a po sestříhání jsou uvedeny ve vysílání. Nemusí se však v televizi objevit castingy všech.

### Super výběr (Divadlo)
Další částí soutěže je Super výběr (do 3. řady divadlo), kde soutěžící plní úkoly zadané porotci. V první řadě do divadla postoupilo 120 soutěžících, v dalších ročnících už jen 100 soutěžících. V divadle dříve soutěžící zazpívali ve třech kolech. V první řadě soutěžící zpívali píseň, kterou si vybrali, a poté která jim byla přiřazena s doprovodem klavíru, naposledy pak v párech. V druhé řadě zazpívali svou připravenou píseň, píseň přiřazenou a píseň v pětičlenné skupině. Ve třetí řadě taktéž soutěžící zazpívali svou připravenou píseň, potom píseň u klavíru a nakonec duet. Soutěžící mohli postoupit buď do dalšího divadelního kola nebo opustit soutěž, pokud se však porotcům soutěžící líbil, mohli ho poslat rovnou do dlouhé cesty. V případě čtvrté řady, kde se část známá jako Divadlo, přejmenovala na Super výběr, byli soutěžící nejdříve vyvolávání porotou, a to pouze jen ti, u kterých si porota nebyla jistá. V další fázi soutěžící zazpívali přidělenou píseň za doprovodu klavíru a v druhé části Super výběru zpívali duety po dvojicích.

### Dlouhá cesta
Úspěšní soutěžící z divadla si přichází vyslechnout svůj verdikt, a to zda postupují do semifinále nebo ne. V první a druhé řadě postoupilo do semifinále celkem 24 soutěžících ve třetí řadě pouze 15 soutěžících, a o poslední patnácté místo se dělily Sabina Křováková a Tereza Mandzáková. Mezi nimi rozhodovali diváci pomocí SMS, nakonec postoupily obě dvě, jelikož se porota rozhodla využít divokou kartu. Ve čtvrté řadě postoupilo celkem 20 soutěžících, první desítku tvořili kluci a druhou desítku tvořily dívky.

### Semifinále
V semifinále již rozhodují diváci pomocí SMS hlasů. V první a druhé řadě byli semifinalisté rozděleni podle pohlaví, aby bylo zajištěno stejného počtu chlapců a dívek ve finále. Chlapci a dívky zpívali samostatně po sobě jdoucí večery, poté vypadávali vždy dva chlapci a dvě dívky, dokud nebyla finálová dvanáctka soutěžících. Ve třetí řadě bylo pouze jedno semifinálové kolo, počítalo s 15 semifinalisty a 12 finalisty, ale po využití divoké karty na Sabinu Křovákovou a Terezu Mandzákovou bylo 16 semifinalistů. Ve čtvrté řadě byly dvě semifinálové kola, které byly rozděleny podle pohlaví. Z každého semifinále postoupili čtyři soutěžící. Jedno vybrali diváci pomocí SMS hlasů a další tři určila porota.Celkem bylo tedy osm finalistů (4 kluci a 4 holky).

### Finále
Stejně jako v semifinále i ve finále rozhodují diváci pomocí SMS hlasování. Soutěžící zde vystupují vždy podle témat, které bylo na daný týden určeno. V první řadě byly finálové večery po dobu devíti týdnů i s GrandFinálem. Ve druhé řadě po dobu osmi týdnů i s GrandFinálem. Ve třetí řadě bylo více finálových večerů než v předchozích ročnících. Soutěžící zpívají ze začátku pouze jednu píseň, po čase zpívají i duety nebo dvě písně. V GrandFinále pak vystupují s více písněmi.
V soutěži je možno využít i tzv. divokou kartu. Divoká karta udávala porotcům schopnost vyvrátit rozhodnutí diváka a vyřazeného soutěžícího diváka vrátit zpátky do hry. Kartu bylo však možno využít pouze jednou za celou soutěž a s vrácením soutěžícího musela souhlasit celá porota. V následujícím finálovém večeru vypadli rovnou dva soutěžící.
Divoká karta byla poprvé zavedena a i využita ve druhé řadě, kdy ji porota využila na záchranu Martina Haricha v jednom z finálových kol. Ve třetí řadě byla divoká karta využita už v semifinále, kde ji porota využila na Sabinu Křovákovou a Terezu Mandzákovou. Ve čtvrté řadě byla divoká karta využita pro záchranu Štěpána Urbana.

### Odměna pro výherce
Vítěz soutěže získává titul SuperStar, šek v hodnotě 100 000 Eur a možnost vydat svojí desku. Ve čtvrté řadě byla výhra v hodnotě 75 000 Eur.

## Přehled sezón

### Sezóna 1

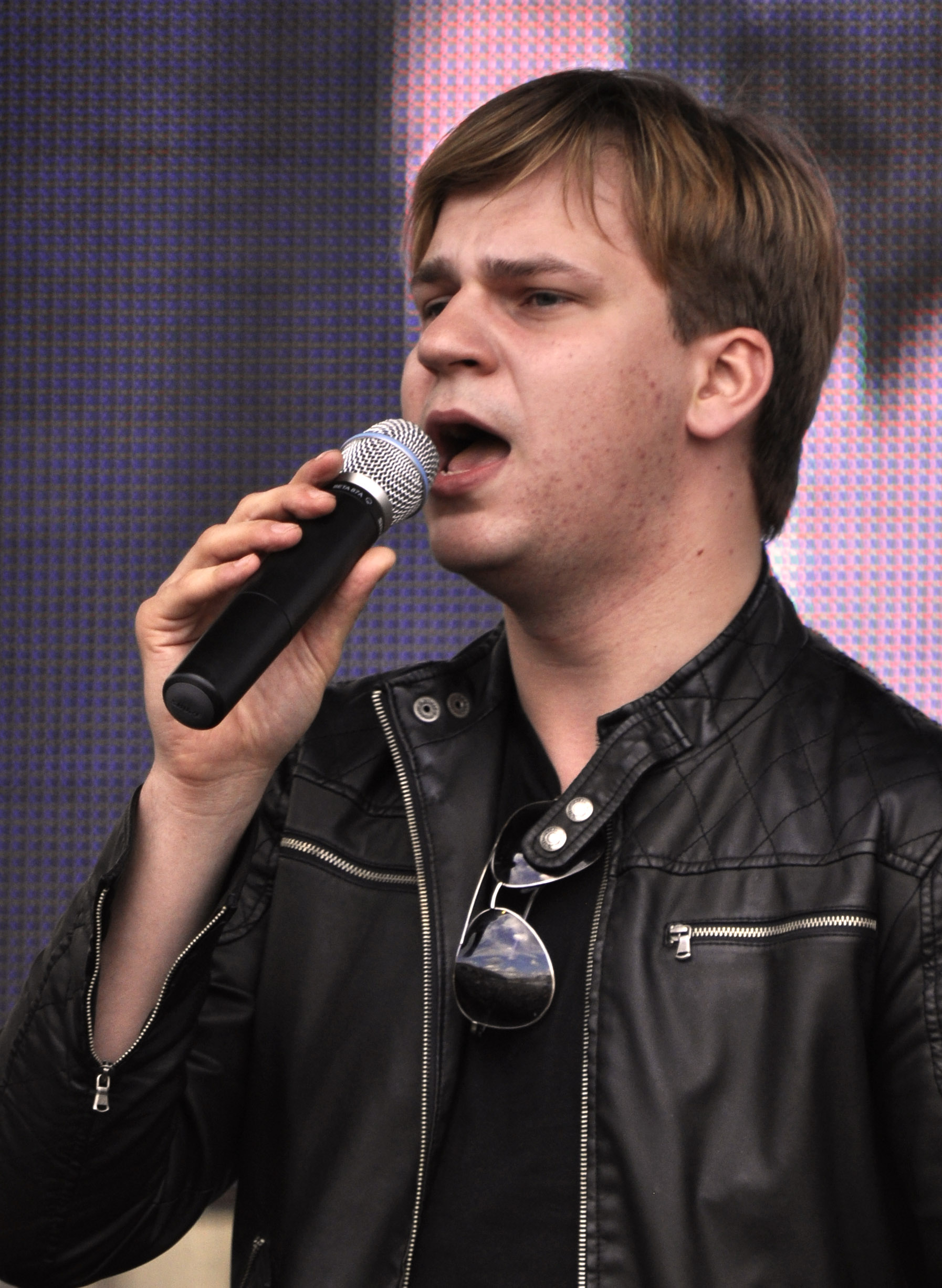
Martin Chodúr, vítěz první řady

První Česko Slovenská SuperStar měla premiéru 6. září 2009 na TV Nova a TV Markíza. Moderátory byli Leoš Mareš a Adela Banášová. Do první řady SuperStar se přihlásilo celkem 11 575 soutěžících, kteří se snažili přesvědčit čtyřčlennou porotu Pavola Haberu, Daru Rolins, Martu Jandovou a Ondřeje Hejmu o svém postupu. Favoritem celého prvního období se stal Martin Chodúr, který se nakonec probojovat do GrandFinále, kde se utkal s Mirem Šmajdou. Když by vyhrál Miro, od sponzora dostane kytaru Ibanez. Martin by od sponzora dostal tzv. Meet and Greet = osobní setkání s Tomem Jonesem a samozřejmě slibovanou výhru v podobě exkluzivní nahrávací smlouvy a ročního televizního kontraktu na 100 000 eur. Dne 20. prosince 2009 se první Česko Slovenskou SuperStar stal Martin Chodúr. Za celou soutěž bylo finalistům odesláno 1 272 853 hlasů.

### Sezóna 2
Druhý ročník měl premiéru 20. února 2011 opět na TV Nova a TV Markíza. I tento ročník se přihlásilo více než 11 000 soutěžících. V druhé ročníku prošla změnou jak moderátorská dvojce, tak i porota. Jako moderátoři se zde objevili opět Leoš Mareš, ale jeho kolegyní nebyla Adela Banášová, ale slovenská zpěvačka Tina. Do poroty se nevrátila Dara Rolins, Marta Jandová ani Ondřej Hejma. Rolins a Jandová se rozhodly přijmout nabídku konkurenční televize jako porotkyně v X Factoru, který později Prima s JOJ neuvedly. Do poroty SuperStar se vrátil pouze Pavol Habera k němu přisedli slovenský rapper Rytmus, Gabriela Osvaldová a česká zpěvačka Helena Zeťová. Největšími favority byli Lukáš Adamec a Gabriela Gunčíková, kteří se také nakonec dostali až do finále. Dne 5. června 2011 Česko a Slovensko rozhodlo, že se druhou Česko Slovenskou SuperStar stane Lukáš Adamec. Převzal si cenu v hodnotě 100 000 eur a možnost vydat své album. Adamec a Gunčíková se před vyhlášením dohodli, že si po vítězství, kteréhokoliv z nich, věnují 10 000 eur. Adamec svůj slib splnil a věnoval Gunčíkové slíbenou částku.

### Sezóna 3
Třetí ročník Česko Slovenské SuperStar, který se nově nazýval již jen SuperStar, odstartoval 10. února 2013. Tento ročník prošel razantní změnou, jak graficky či vzhledem stage, tak i principem, jelikož ve třetím ročníku SuperStar soutěžící bydleli ve společné vile, nikoliv v hotelu, jako tomu bylo dosud. Třetí ročník se zaměřil spíše na osudy soutěžících. Dále bylo méně castingových kol a více živých finálových večerů. Úplnou změnou také prošla moderátorská dvojce. Do pozic moderátorů zasedli nováčci, Zora Kepková ze Snídaně s Novou a Roman Juraško z Telerána. Do poroty zasedla česko-polská zpěvačka Ewa Farna, která se již měla objevit v druhém ročníku, kde svou účast odmítla. Vrátil se Pavol Habera a nově se přidal český producent a skladatel Ondřej Soukup. Výherce získal 100 000 EUR a možnost vydat vlastní album. Vítězkou se stala Sabina Křováková, která zvítězila v grandfinále nad Štefanem Pčelárem.

### Sezóna 4
Dne 11. listopadu 2014 bylo potvrzeno ze strany televize Markíza, že na jaře roku 2015 odvysílá v pořadí čtvrtou řadu SuperStar ve spolupráci s Novou. Dne 24. listopadu 2014 potvrdila čtvrtou řadu také TV Nova, plány na vysílání však opravila na podzim. Dne 10. března 2015 spustila registraci do soutěže a společně bylo také oznámeno, že moderátorem čtvrtého ročníku bude Martin Rausch. Od semifinálových kol se k němu připojila ještě Jitka Nováčková. V porotě zasedli Pavol Habera, Marta Jandová, Klára Vytisková a Ondřej Soukup. Dne 4. srpna 2015 bylo potvrzeno, že čtvrtá řada odstartuje 30. srpna 2015. Dne 6. prosince 2015 se čtvrtou SuperStar stala Emma Drobná, získala 75 tisíc euro, možnost vydat vlastní album, roční vstup do Aquapalace v Čestlicích a limitovanou edici Star Wars notebooku a tiskárny od HP.

### Sezóna 5
Pátý ročník Česko Slovenské SuperStar odstartoval vůbec poprvé v odlišné dny v Česku a na Slovensku. Zatímco televize Markíza zařadila pátý ročník této soutěže na neděli večer, televize Nova umístila pořad do sobotního hlavního vysílacího času. Dne 12. ledna 2018 bylo oznámeno televizí Nova, že porota bude tvořena opět čtyřmi členy a do porotcovského křesla již po páté v rámci federální verzi této show, zasedne Pavol Habera. Další porotkyní bude zpěvačka Katarína Knechtová. Poprvé v roli porotce se divákům představí bývalý účastník jedné z předchozích sérií Superstar, Ben Cristovao, porotu doplnil český zpěvák Matěj Ruppert. Dne 6. února 2018 bylo zveřejněno, že moderátorkou nového pátého ročníku pěvecké show SuperStar bude Jasmína Alagičová, Miss Universe SR z roku 2009, jež má za sebou zkušenosti s moderováním na stanici Fashion TV. Dne 22. února 2018 zveřejnila televize Nova jméno svého moderátora za českou stranu, po sedmi letech se do pořadu vrací moderátor Leoš Mareš, který tuto show moderoval naposledy v roce 2011.
Dne 10. června 2018 se vítězkou SuperStar stala Tereza Mašková. Odnesla si šek v hodnotě 2 milióny korun.

### Sezóna 6

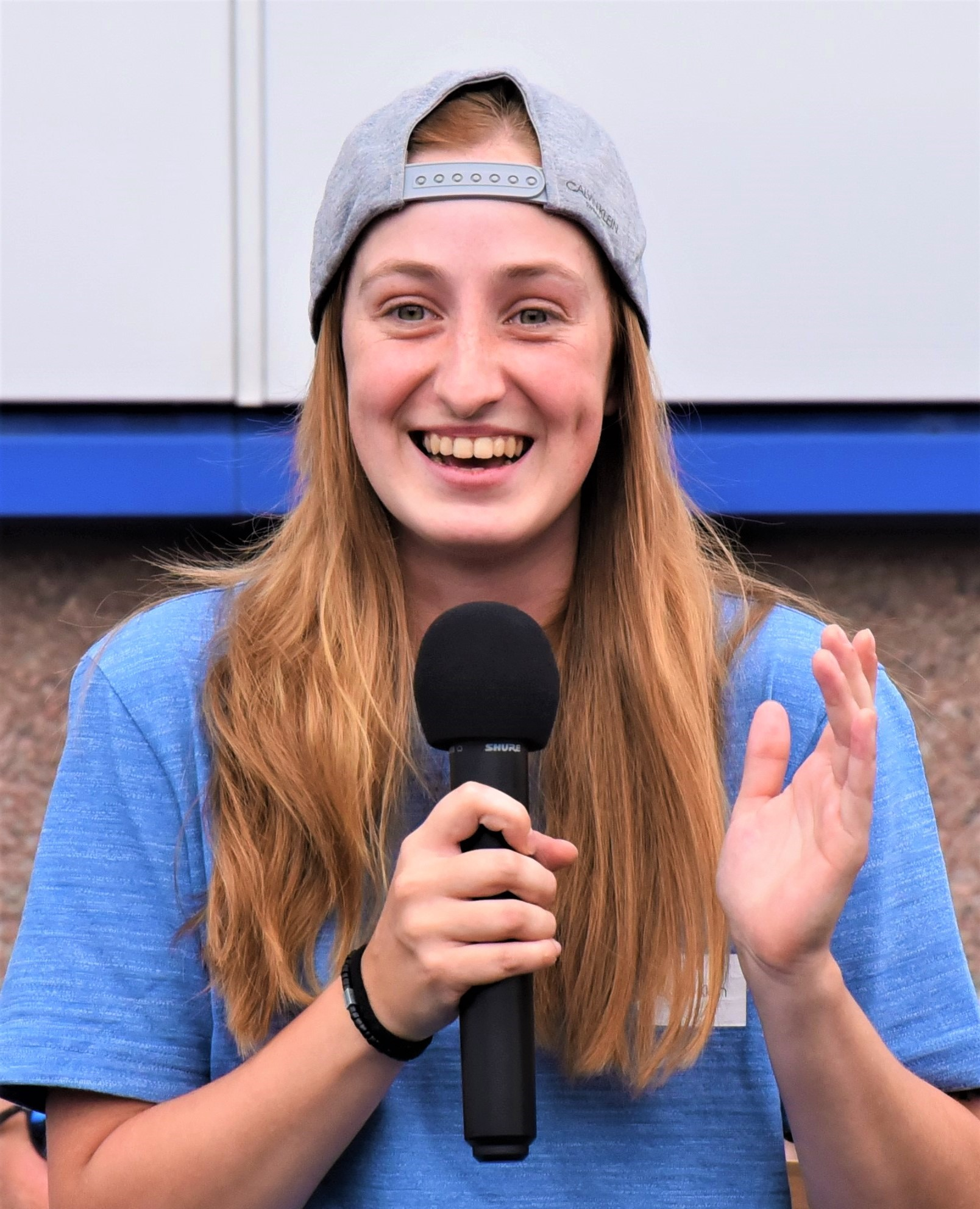
Barbora Piešová, vítězka šesté řady

V létě roku 2019 oznámila TV Nova již šestý návrat SuperStar a spustila castingy, soutěž byla vysílána na jaře roku 2020. Porota měla poprvé 5 členů, zůstal Pavol Habera, ke kterému se připojili moderátor Leoš Mareš, komik a muzikant Marián Čekovský, účastnice Superstar z roku 2009 Monika Bagárová a herečka Patricie Pagáčová. Poprvé v historii této pěvecké show bylo umožněno soutěžícím zpívat již na castingu za doprovodu klavíru. Dne 31. května se vítězkou SuperStar stala Barbora Piešová, která získala výhru 2 milióny korun.

### Sezóna 7
Na podzim roku 2021 se SuperStar vrátila na televizní obrazovky po sedmé. Porota zůstala stejná, jsou v ní Pavol Habera, Leoš Mareš, Marián Čekovský, Monika Bagárová a Patricie Pagáčová.  Dne 19. prosince se vítězem SuperStar, který získal 2 milióny korun, stal Adam Pavlovčin.

## Sledovanost
| Sezóna | Premiéra       | Premiéra        | Finále            | Finále          | TV sezóna | Vysílací čas                                                                          |
| Sezóna | Datum          | Diváci (v mil.) | Datum             | Diváci (v mil.) | TV sezóna | Vysílací čas                                                                          |
| ------ | -------------- | --------------- | ----------------- | --------------- | --------- | ------------------------------------------------------------------------------------- |
| 1      | 6. září 2009   | 1,6             | 20. prosince 2009 | 2,54            | 2009      | Sobota 20:00 (semifinálová kola) Neděle 20:00 (vystoupení) Pondělí 20:00 (rozhodnutí) |
| 2      | 20. února 2011 | 0,93            | 5. června 2011    | 1,47            | 2011      | Sobota 20:00 (semifinálová kola) Neděle 20:00 (vystoupení) Pondělí 20:00 (rozhodnutí) |
| 3      | 10. února 2013 | 1,00            | 2. června 2013    | 0,86            | 2013      | Neděle 20:20                                                                          |
| 4      | 30. srpna 2015 | 0,76            | 6. prosince 2015  | 0,88            | 2015      | Neděle 20:20                                                                          |
| 5      | 24. února 2018 | 0,77            | 10. června 2018   | 0,83            | 2018      | Sobota 20:20 (castingy) Neděle 20:20                                                  |
| 6      | 16. února 2020 | 0,75            | 31. května 2020   | 1,02            | 2020      | Neděle 20:20                                                                          |
| 7      | 4. září 2021   | 0,57            | 19. prosince 2021 | 0,69            | 2021      | Sobota 20:20 (1. epizoda) Neděle 20:20                                                |

## Ocenění

### Pořad
Seznam ocenění, které získal pořad Česko Slovenská SuperStar:
| Rok  | Cena | Kategorie                 | Odměněný                  | Výsledek  | Ref.          |
| ---- | ---- | ------------------------- | ------------------------- | --------- | ------------- |
| 2009 | TýTý | Pořad roku                | Česko Slovenská SuperStar | nominace  | [ 67 ] [ 68 ] |
| 2009 | TýTý | Osobnost televizní zábavy | Leoš Mareš                | nominace  | [ 67 ] [ 68 ] |
| 2009 | OTO  | Program roka              | Česko Slovenská SuperStar | vítězství | [ 69 ]        |
| 2009 | OTO  | Zabávač                   | Adela Banášová            | vítězství | [ 69 ]        |
| 2009 | OTO  | Absolútny oto             | Adela Banášová            | vítězství | [ 69 ]        |

### Soutěžící
Seznam ocenění, které získali soutěžící z Česko Slovenské SuperStar:
| Sezóna | Rok                              | Soutěžící          | Ocenění                           | Ref.   |
| ------ | -------------------------------- | ------------------ | --------------------------------- | ------ |
| 1      | 2009                             | Martin Chodúr      | Český slavík: Objev roku          | [ 70 ] |
| 1      | 2009                             | Martin Chodúr      | TýTý: Objev roku                  | [ 68 ] |
| 1      | 2009                             | Martin Chodúr      | Žebřík: Objev                     | [ 71 ] |
| 1      | 2009                             | Martin Chodúr      | Žebřík: Zpěvák                    | [ 71 ] |
| 1      | 2010                             | Martin Chodúr      | Žebřík: Zpěvák                    | [ 72 ] |
| 1      | 2010                             | Miro Šmajda        | Žebřík: Objev                     | [ 72 ] |
| 1      | 2010                             | Miro Šmajda        | Žebřík: Album                     | [ 72 ] |
| 1      | 2010                             | Miro Šmajda        | Žebřík: Skladba                   | [ 72 ] |
| 1      | 2010                             | Markéta Konvičková | Český slavík: Objev roku          | [ 73 ] |
| 1      | 2010                             | Markéta Konvičková | Hudební ceny Óčka: Objev roku     | [ 74 ] |
| 1      | 2011                             | Monika Bagárová    | Český slavík: Skokan roku         | [ 75 ] |
| 2      | 2011                             | Lukáš Adamec       | Slávik: Skokan roku               | [ 76 ] |
| 2      | 2011                             | Gabriela Gunčíková | Český slavík: Objev roku          | [ 75 ] |
| 2      | 2011                             | Martin Harich      | Hudební ceny Óčka: Objev roku     | [ 77 ] |
| 2      | 2012                             | Martin Harich      | Hudební ceny Óčka: Videoklip roku | [ 78 ] |
| 2      | 2012                             | Celeste Buckingham | Slávik: Objev roku                | [ 79 ] |
| 2      | 2012                             | Celeste Buckingham | Ceny Evropy 2: Zpěvačka           | [ 80 ] |
| 2      | 2012                             | Celeste Buckingham | Ceny Evropy 2: Písnička           | [ 80 ] |
| 2      | 2012                             | Celeste Buckingham | Žebřík: Skladba                   | [ 81 ] |
| 2      | 2012                             | Celeste Buckingham | OTO: Zpěvačka                     | [ 82 ] |
| 2      | 2013                             | Celeste Buckingham | OTO: Zpěvačka                     | [ 82 ] |
| 2      | Hudební ceny Óčka: Zpěvačka roku | Celeste Buckingham | [ 83 ]                            |        |
| 2      | Ceny Evropy 2: Zpěvačka          | Celeste Buckingham | [ 84 ]                            |        |
| 2      | Ceny Evropy 2: Písnička          | Celeste Buckingham | [ 84 ]                            |        |
| 2      | Ceny Evropy 2: Absolutní vítěz   | Celeste Buckingham | [ 84 ]                            |        |
| 2      | MTV EMA: Best Czech & Slovak Act | Celeste Buckingham | [ 85 ]                            |        |
| 2      | 2014                             | Celeste Buckingham | Ceny Evropy 2: Písnička           | [ 86 ] |
| 2      | 2014                             | Celeste Buckingham | Ceny Evropy 2: Absolutní vítěz    | [ 86 ] |
| 2      | 2014                             | Celeste Buckingham | OTO: Zpěvačka                     | [ 82 ] |